# Gran Premi de Tallinn-Tartu
El Gran Premi de Tallin-Tartu és una prova ciclista que es disputa anualment entre les viles de Tartu i Tallinn, a Estònia. Creada el 2002 amb el nom de Gran Premi Baltic Open-Tallinn, entre 2004 i 2007 s'anomenà Gran Premi EOS Tallinn. Forma part de l'UCI Europa Tour des del 2005, amb una categoria 1.1.

## Palmarès
| Any  | Vencedor      | Segon               | Tercer               |
| ---- | ------------- | ------------------- | -------------------- |
| 2002 | Oleg Grixkin  | Andrus Aug          | Erki Pütsep          |
| 2003 | Arnaud Coyot  | Médéric Clain       | Lauri Aus            |
| 2004 | Mark Scanlon  | Nicolas Inaudi      | Arnaud Coyot         |
| 2005 | Janek Tombak  | Erki Pütsep         | Jonas Ljungblad      |
| 2006 | Janek Tombak  | Valeri Valinin      | Aleksandr Khatúntsev |
| 2007 | Erki Pütsep   | Aleksejs Saramotins | Marius Bernatonis    |
| 2008 | Mart Ojavee   | Erki Pütsep         | Jens Mouris          |
| 2009 | Erki Pütsep   | Jaan Kirsipuu       | Gert Joeaar          |
| 2010 | Denis Flahaut | Jaan Kirsipuu       | Erki Pütsep          |
| 2011 | Angelo Furlan | Jonas Ahlstrand     | Alexandre Blain      |
| 2012 | Saïd Haddou   | Clinton Avery       | Andris Vosekalns     |